# Ballet de Marsella
El Ballet Nacional de Marsella es una compañía de danza que fue creada en 1972 en Francia por el coreógrafo Roland Petit, y dirigido por Marie-Claude Pietragalla (1998-2004), y después por Frédéric Flamand (2004-2013).
Este ballet es dirigido por Emio Greco y Pieter C. Scholten desde 2014, con un estilo coreográfico que desempeñaron en el centro internacional ICKamsterdam, creado por ellos en la capital de Holanda. Greco y Scholten han desarrollado una danza que parte del vocabulario clásico y de la danza postmoderna. En su programa de actividades en el BNM, llamada ‘el cuerpo rebelde’, utilizan un diálogo sobre el lugar del artista en la sociedad, y en las actividades de ‘le corps du ballet’ regentan una investigación sobre una nueva forma de ballet contemporáneo.
El Ballet Nacional de Marsella está respaldado por el Ministerio de Cultura y Comunicación de la ciudad de Marsella, y por parte del Consejo Regional de Provenza – Alpes – Costa Azul.

## Obras
·       Bianco (1995).
·       La Commedia (2011).
·       Rocco (2011).
·       Passione en Due (2012).
·        Extremalism (2012).
·       Addio alla fina (2012).
·       Verdi (2013).
·       Un hombre sin causa (2013).
·       De soprano ‘s (2014).
·       Le Corps du Ballet National de Marseille (2015).